# Lloyd Ruby
 Lloyd Ruby  és un pilot estatunidenc de curses automobilístiques nascut el 12 de gener del 1928 a Wichita Falls, Texas.
Ruby va córrer a la Champ Car a les temporades 1958-1977 incloent-hi la cursa de les 500 milles d'Indianapolis dels anys 1960-1977.

## Resultats a la Indy 500
| Any    | Cotxe  | Sortida | Vel. mitja | Ranking | Final  | Voltes | V. líder | Retirat              |
| ------ | ------ | ------- | ---------- | ------- | ------ | ------ | -------- | -------------------- |
| 1960   | 98     | 12      | 144.208    | 15      | 7      | 200    | 0        | Va acabar            |
| 1961   | 5      | 25      | 146.909    | 2       | 8      | 200    | 0        | Va acabar            |
| 1962   | 12     | 24      | 146.520    | 24      | 8      | 200    | 0        | Va acabar            |
| 1963   | 65     | 19      | 149.123    | 15      | 13     | 200    | 0        | Va acabar            |
| 1964   | 18     | 7       | 153.932    | 8       | 3      | 200    | 0        | Va acabar            |
| 1965   | 7      | 9       | 157.246    | 9       | 11     | 184    | 0        | Motor                |
| 1966   | 14     | 5       | 162.433    | 5       | 11     | 166    | 68       | Motor                |
| 1967   | 25     | 7       | 165.229    | 8       | 33     | 3      | 0        | Valvules             |
| 1968   | 25     | 5       | 167.613    | 5       | 5      | 200    | 42       | Va acabar            |
| 1969   | 4      | 20      | 166.428    | 20      | 20     | 105    | 11       | Tanc del combustible |
| 1970   | 25     | 25      | 168.895    | 6       | 27     | 54     | 2        | Canvi Pilot          |
| 1971   | 12     | 7       | 173.821    | 7       | 11     | 174    | 3        | Caixa Canvi          |
| 1972   | 5      | 11      | 181.415    | 20      | 6      | 196    | 0        | a 4 Voltes           |
| 1973   | 18     | 15      | 191.622    | 18      | 27     | 21     | 0        | Pistons              |
| 1974   | 9      | 18      | 181.699    | 20      | 9      | 187    | 0        | Sense combustible    |
| 1975   | 7      | 6       | 186.984    | 7       | 32     | 7      | 0        | Pistons              |
| 1976   | 51     | 30      | 186.480    | 7       | 11     | 100    | 0        | Acabat per temps     |
| 1977   | 10     | 19      | 190.840    | 11      | 27     | 34     | 0        | Accident             |
| Totals | Totals | Totals  | Totals     | Totals  | Totals | 2431   | 126      |                      |

| Curses       | 18  |
| Poles        | 0   |
| Voltes líder | 126 |
| Victòries    | 0   |
| Top 5        | 2   |
| Top 10       | 7   |
| Retirades    | 10  |

## A la F1
El Gran Premi d'Indianapolis 500 va formar part del calendari del campionat del món de la Fórmula 1 entre les temporades 1950 a la 1960.
Els pilots que competien a la Indy durant aquests anys també eren comptabilitzats pel campionat de la F1.
Lloyd Ruby va participar en 2 curses de F1, debutant al Gran Premi d'Indianapolis 500 del 1960 i disputant també el GP USA'61.

### Palmarès a la F1
- Participacions: 2
- Poles: 0
- Voltes Ràpides: 0
- Victòries: 0
- Podiums: 0
- Punts vàlids per la F1: 0